# Daldinia
Genre
Daldinia est un genre de champignons ascomycètes de la famille des Xylariaceae.

## Liste d'espèces
Selon NCBI (8 mai 2010) :
- Daldinia bambusicola
- Daldinia caldariorum
- Daldinia childiae
- Daldinia clavata
- Daldinia concentrica : Europe - Amérique du Nord
- Daldinia decipiens
- Daldinia eschscholzii
- Daldinia fissa
- Daldinia gelatinoides
- Daldinia grandis
- Daldinia loculata
- Daldinia petriniae
- Daldinia placentiformis
- Daldinia pyrenaica
- Daldinia sabahense
- Daldinia singularis
- Daldinia vernicosa